# 문화예술교육

##### 개념
교육이다. 문화예술교육은 모든 국민이 문화예술을 향유하는 능력과 창조력을 함양하기 위한 능력을 키우는 것을 그 목적으로 둔다. 모든 국민은 나이, 성별, 장애, 사회적 신분, 경제적 여건, 신체적 조건, 거주 지역 등에 관계없이 자신의 관심과 적성에 따라 평생에 걸쳐 문화예술을 체계적으로 학습하고 교육받을 수 있는 기회를 균등하게 보장받는다.

##### 학교 문화예술교육 지원 사업
학교 문화예술교육은 학교 예술강사 지원과, 예술꽃 씨앗학교 지원, 유아 문화예술교육지원, 고3수험생 대상 문화예술교육 지원 ‘상상만개’를 포함한다. 학교 예술강사 지원은 예술현장과 공교육 연계, 분야별 전문 인력의 초·중·고등학교 방문 교육을 통해 학교문화예술교육 활성화에 기여한다. 이를 통해 문화적 소양, 인성과 감성계발 등 창의적 인재를 양성한다. 예술꽃 씨앗학교 지원은 농․산․어촌 등 문화소외지역의 전교생 400명 이하의 소규모학교를 지원함으로써 문화예술 향유 기회를 확대하고자 한다. 더불어 지역 내 문화예술교육 거점학교로 육성하여 지역 문화예술 활성화에 기여한다. 유아 문화예술교육 지원은 전 생애주기 문화예술교육 지원의 일환으로 유아대상 문화예술교육 지원사업을 수행하고 있다. 서울시 소재 기관을 제외한 전국 어린이집, 유치원을 이용하는 만 3-5세 유아와 전국 유아교육기관인 유치원, 어린이집 교사를 대상으로 한다.

##### 사회 문화예술교육 지원 사업
사회 문화예술교육은 복지기관 문화예술교육 지원, 노인 영상 미디어 문화예술교육 지원, 군부대 문화예술교육 지원, 교정시설 문화예술교육지원, 치료감호소 문화예술교육 지원, 소년원학교 문화예술교육 지원, 근로자 문화예술교육 지원, 방과후 청소년 문화예술교육 지원, 학교 밖 청소년 문화예술교육 지원, 지역 아동센터 문화예술교육 지원, 북한이탈주민 문화예술교육지원, 상이군경 문화예술교육 지원, 문화예술 치유 프로그램 지원 ‘마음 치유, 봄처럼’, 문화 파출소 운영 지원, 농산어촌 이동형 문화예술교육 ‘움직이는 예술정거장’, 꿈다락 토요문화학교 운영지원, 꿈다락 토요문화학교 지역 연계 프로그램 지원, 꿈의 오케스트라 운영 지원, 지역 특성화 문화예술교육 지원, 예술동아리 교육 지원 사업 컨설팅 지원을 포함한다.

##### 문화예술교육사
문화예술교육사는 문화예술교육 관련 교원 외에 법에 따라 문화예술교육에 관한 기획, 진행, 분석, 평가 및 교수 등의 업무를 수행할 자격이 부여된 사람을 말한다. 사회적 신뢰기반을 구축하고 전문 인력의 자격요건을 보다 명확히 하기 위해 1급과 2급으로 구분되는 ‘문화예술교육사’라는 국가 자격 제도를 도입하였다.

##### 관련 기관 홈페이지
- 문화체육관광부
- 한국문화예술교육진흥원
- 문화예술교육 지식정보통합서비스
- 서울문화재단
- 서울문화예술교육지원센터
- 생활문화진흥원(지역문화진흥원)
- 한국메세나협회(기업과 예술의 만남, 사회공헌)